# Baywood-Los Osos (Kalifornija)
Baywood-Los Osos je naseljeno područje za statističke svrhe u američkoj saveznoj državi Kalifornija. Prema popisu stanovništva iz 2010. u njemu je živjelo. stanovnika.